# Hans-Joachim Borzym
Hans-Joachim Borzym (Brandeburgo, 7 de enero de 1948) es un deportista de la RDA que compitió en remo. Participó en los Juegos Olímpicos de Múnich 1972, obteniendo una medalla de bronce en la prueba de ocho con timonel.

## Palmarés internacional
| Juegos Olímpicos | Juegos Olímpicos | Juegos Olímpicos  | Juegos Olímpicos |
| Año              | Lugar            | Medalla           | Prueba           |
| ---------------- | ---------------- | ----------------- | ---------------- |
| 1972             | Múnich (RFA)     | Medalla de bronce | Ocho con timonel |